# 足袋蔵

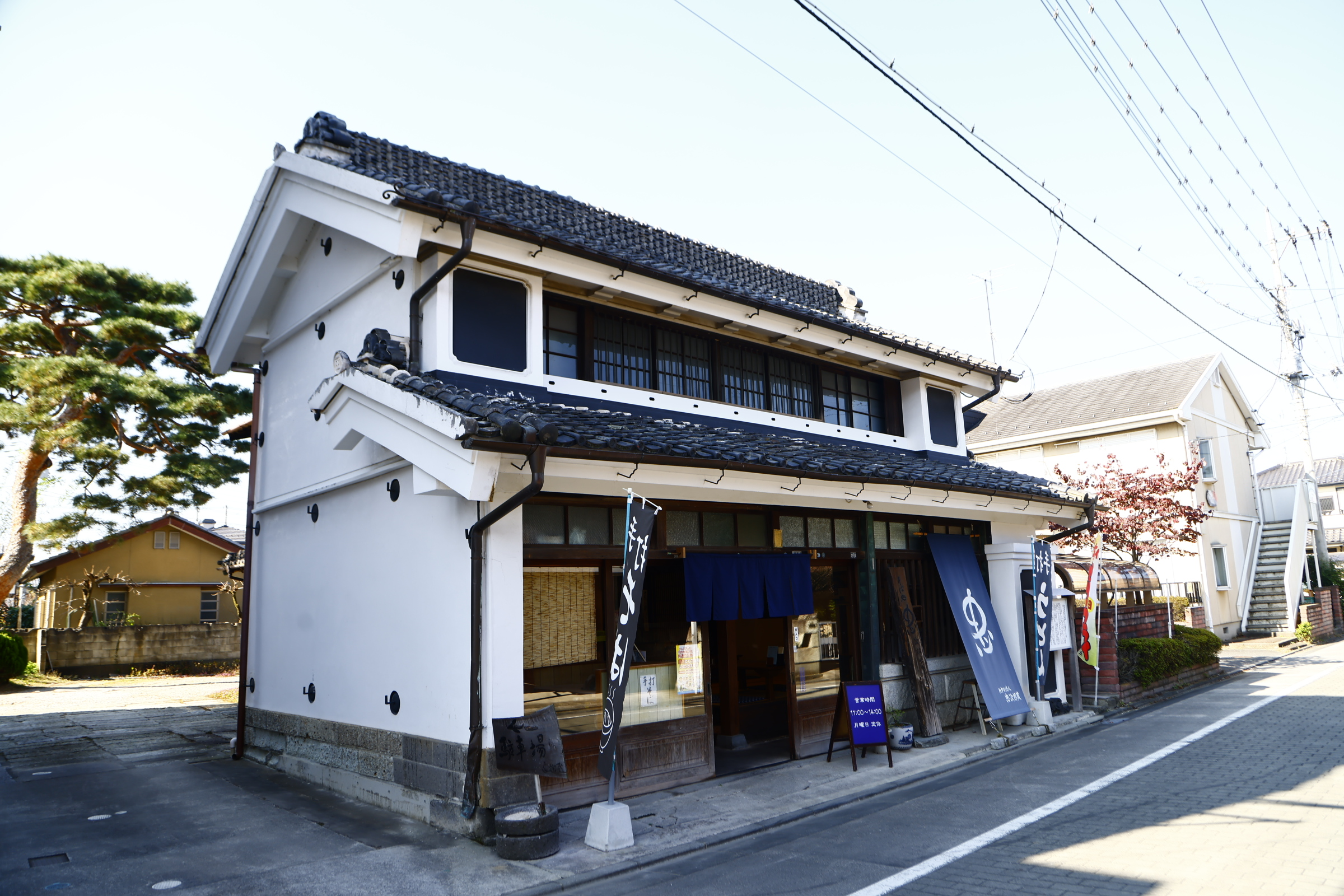
旧小川忠次郎商店（忠次郎蔵）

足袋蔵（たびぐら）とは、埼玉県行田市にある、足袋産業にかかわる蔵造りの建物。古くはおもに足袋の保管庫であった。壁の柱の間隔が狭く、空間に柱がないのが特徴である。江戸時代から1957年（昭和32年）にかけて建築された。土蔵だけでなく、石蔵、煉瓦蔵、木蔵、コンクリート蔵、モルタル蔵など、年代により様々な建築技術による多種多様な蔵が、特定のエリアに固まらず、行田の町に点在している。2017年（平成29年）に「和装文化の足元を支え続ける足袋蔵のまち行田」として日本遺産に認定された。

## 特徴
一般に蔵は豊かさの象徴として表通りに面して建造されることが多いのに対し、行田の足袋蔵は敷地の裏庭に建造されているところに特徴がある。
これは、石田三成の水攻めに耐えた忍城の城下町であった行田では江戸時代、城と城下町の整備が行われ、商店は表通りに面した幅に応じて課税されたため、通りに面する幅を狭く取り、奥に細長く敷地をとる商店が多い街並みが形成されたことに由来する。
この細長い土地の表から順に店舗や住宅が築かれ、中庭に足袋工場を建設し、裏庭に足袋蔵は築かれた。北風に備えて北西方向のみを塗り壁にしたり、北西方向の窓を極端に少なくしたりといった防火・防寒対策を施した「半蔵づくり」の店舗や住宅に続いて、接客のための中庭、工場、足袋蔵、火除けを願う屋敷稲荷が表通りから列をなして並ぶのは、行田の足袋商店特有の配置である。屋敷稲荷は、1846年（弘化3年）2月2日の記録的大火となった「伝兵衛火事」の際に、天満稲荷神社から南側へは延焼しなかったため、お稲荷様の御利益であるとして各家で屋敷に稲荷を祀るようにとお触れが出された江戸時代の名残である。
建造された年代により様々な建材が用いられ、外観に共通項のない多様なつくりの蔵が約80棟現存している。

## 歴史

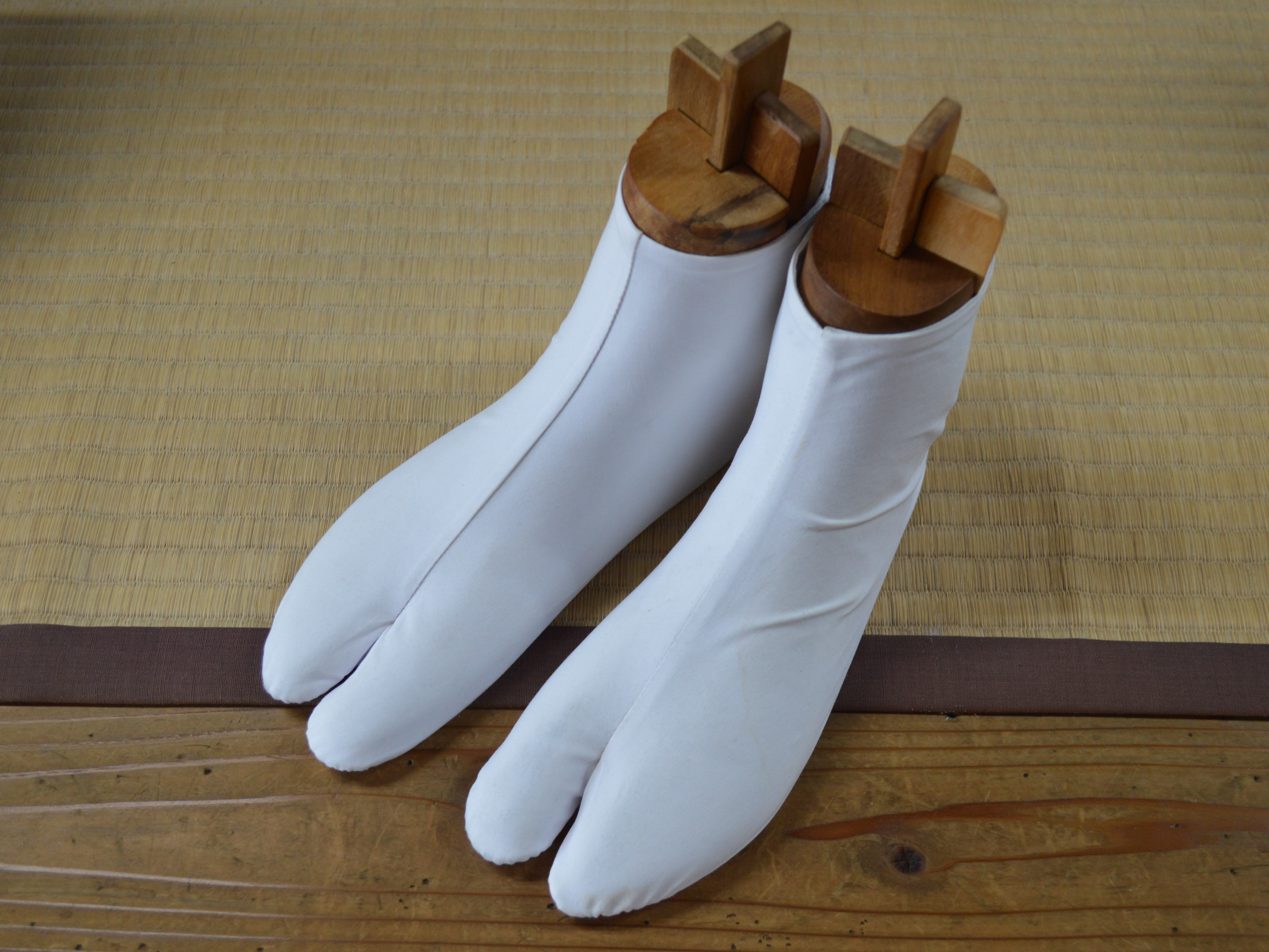
行田足袋

綿花や藍の栽培に適する地理的な条件が整っていた行田の農家では、江戸時代、藍で染色した糸で織る青縞織や白木綿を副業として製織しており、行田足袋は、こうした地産の青縞織や白木綿を原材料として江戸時代の中頃から作られていた。1716年〜1736年の享保年間の「行田町絵図」に3軒の足袋屋が記されていることから、この頃までには足袋作りが始まっていたと考えられている。
当初は中山道の要衝にあった近隣の熊谷宿での需要に始まり、明治時代には庶民が日常から足袋を履くようになったことで需要が増え、行田の足袋産業は大きく発展した。足袋生産は行田近郊の農家が現金収入を得る代表的な内職であり、主に婦女子の内職であった。明治時代には忍藩が廃止されたことにより、仕事を失った元藩士が足袋屋を始める例もあった。
1875年（明治8年）には20万2,350足を生産した。足袋生産に関わる者が増え、生産量が増えるにつれ、各々の足袋屋が独自に販路を開拓し、やがて東北地方や北海道などにも足袋を売りに行くようになった。
当時の人々はおもに防寒として足袋を履いたため、足袋の需要は冬場に多く、10月頃に出荷が集中するため、それまでに作り溜めした足袋を保管しておくための「足袋蔵」が必要となり、多数建造された。足袋蔵は江戸時代末頃には建築されていたことが文献により知られているが、現存する足袋蔵では、18世紀後半に忍城城下町の行田で呉服商を営み始めた「大澤久右衛門」家の土蔵が最古である。正確な建築年代は不明であるが、1846年（弘化3年）2月2日に起きた伝兵衛火事と呼ばれる大火災の折、大澤家の2棟の土蔵と、その南側にあった店蔵、それら3つの蔵を繋いで南北に建っていた土壁が類焼を食い止めたと伝えられる。これをきっかけに、「今津印刷所」や「古蛙庵」など防火に秀でた蔵造りの建物が多く建築されるようになった。
1877年（明治10年）、西南戦争の軍用特需によって、行田足袋の生産量は50万足に急増した。1886年（明治19年）には、大工町日野屋の酒蔵を改築した「橋本足袋工場」（橋本喜助）が始業し、これが家内手工業から工場での大量生産に移行した最初の例である。明治時代後期から生産工程にミシンや裁断機などの機械が導入され、生産工程を分業化して作業効率をあげた工場生産が増えるにつれて生産量は増大し、行田足袋は最盛期の1938年（昭和13年）には8,500万足を生産、全国の足袋シェアの80%を占有するまでの地場産業に成長した。しかし、生産量や需要が増大しても、行田の足袋産業は企業を統合して大企業化するのではなく、のれん分けして小規模な足袋屋や足袋生産工場が増え、ピーク時には200社以上の足袋商店が共存共栄して一大産地を形成した。
足袋蔵は生産量の増加に伴い、出荷するまで製品を保管しておくために必要になり、数多く建てられていった。既存の土蔵を転用した例も多くある。明治30年代頃までの足袋蔵は、昔ながらの土蔵建築であったが、明治時代の終わりごろには土蔵の小屋組みを基本として洋風の建築技術を取り入れた足袋蔵や、石で作られた足袋蔵も建てられるようになった。大正時代には、建築技術の発展により大型の足袋蔵も登場し、大正時代の末期には鉄骨煉瓦造の足袋蔵も建築された。
1873年（明治6年）の忍城取り壊し以降続けられてきた城の跡地を中心とした街の再開発が、1917年（大正5年）の矢場新開地の開設あたりで落ち着き、行田の市街地は忍町から旭町へと徐々に拡大し、1922年（大正10年）の行田駅開業によってさらに市街地が拡大した頃には、足袋産業の発展で手狭になった市街地から、足袋工場は郊外へと次々に進出した。イサミ足袋工場のような工場の大規模化も進み、工場と共に足袋蔵も建築されたが、昭和時代になると石造やモルタル造の足袋蔵が主流となった。鉄筋コンクリート造や木造の足袋蔵も作られた。
戦時中は統合され大規模化した足袋生産工場も、終戦後には再び分離独立し、新興の足袋商店も多数誕生していったことから、再び小規模な足袋蔵が建築されるようになる。木材の不足から、「孝子蔵」のような石蔵が主流になった。その折々の建築技術や材料を用いて、多種多様、大小様々な足袋蔵が150棟以上は建てられていたとみられ、そのうち約80棟は2020年現在も建物として現存している。最後に建築された足袋蔵は、1955年（昭和30年）に完成した金樂足袋株式会社の石蔵「草生蔵」で、主に足袋の原材料である反物を収蔵していた。2020年現在も所有者の草生家によって足袋蔵時代の棚を修理し、倉庫として活用されている。

## 構造

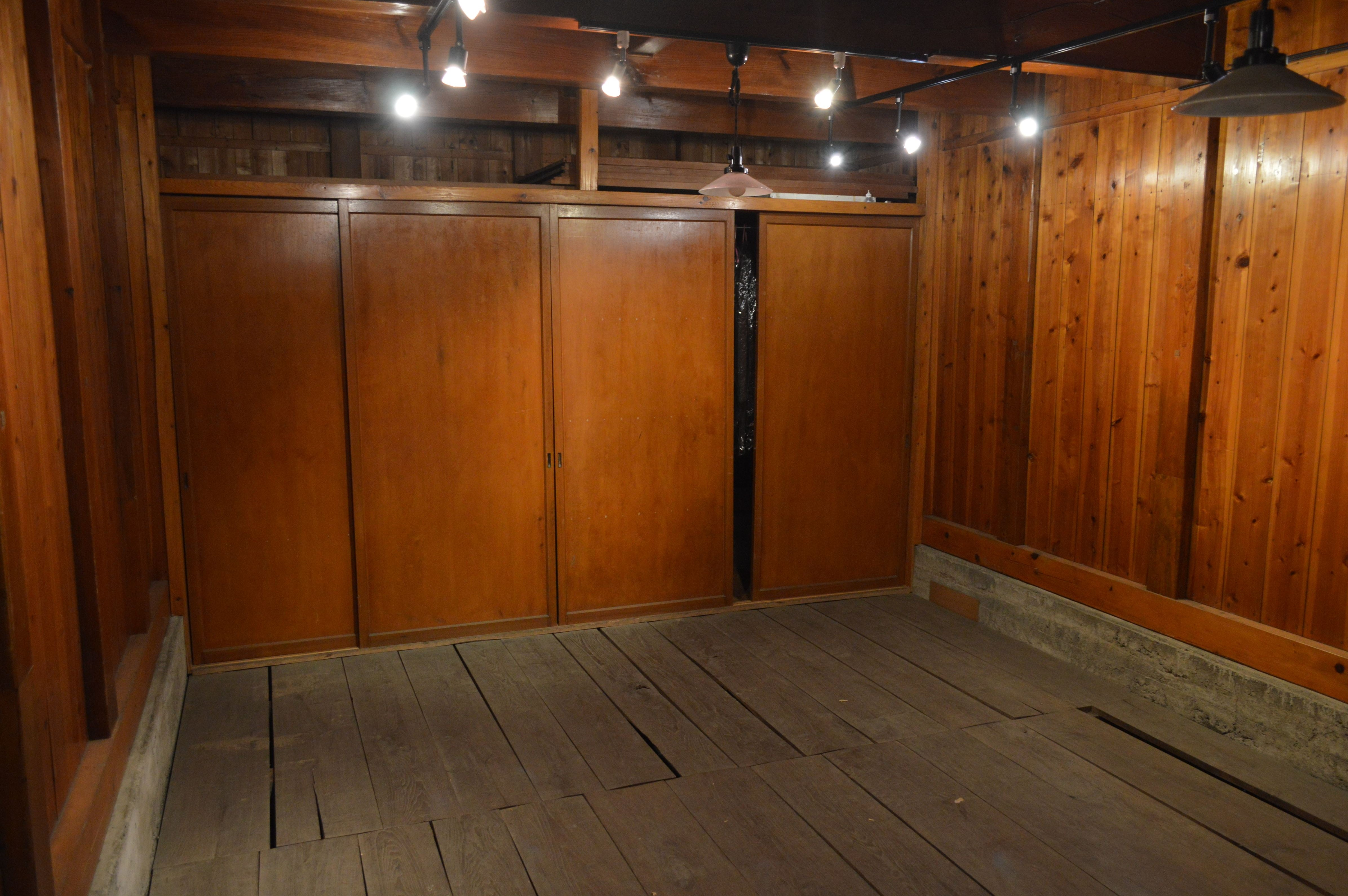
足袋蔵の内部（保泉蔵）

足袋蔵は、通気性をよくして水害や湿気から商品を守るために、床を高くして床下に通気口を設けているものが多い。品物を収納しやすいように建物中央部の柱を極力少なくしつつ建物強度を保つために、壁面に建てる柱の間隔を狭くしているところに特徴がある。主柱がなく、栃木県で産出される大谷石を積み上げて壁を造って総持ちで支える構造の石蔵もある。約80棟が現存する足袋蔵は、江戸末期から昭和30年代にかけて建造され年代により様々な建材が用いられたため、外観にまったく統一性がないとも言えるが、一方では多様であるとも言える。
足袋蔵が本格的に建設されるようになったのは、足袋生産工場が次々と開業し、生産能力が飛躍的に向上した明治30年代からであるが、それ以前の足袋蔵は純和風の土蔵だった。明治時代末頃から、この土蔵の小屋組みに洋風建築の技術を導入し、石蔵も作られるようになっていった。大正時代には大型の足袋蔵も登場し、大正時代末頃には鉄骨煉瓦造、昭和時代には鉄筋コンクリート造、モルタル造、木造の足袋蔵が登場した。
立地では、忍城の城下町として発展した行田では、商店は表通りに面した幅に応じて課税されたため、通りに面する幅を狭く取り、奥に細長く敷地を取る商店が多い短冊型の街並みが形成されたので、裏庭に足袋蔵が築かれた。江戸時代に城下の町人町だった行田には、鴻巣から館林に抜ける日光脇往還の宿場町となったため、馬の世話を行う裏庭と、裏庭に通じる路地が家と家の間に設けられており、明治時代になって不要になった馬小屋や裏庭の位置に足袋工場や足袋蔵が建設されたのである。
各々の足袋屋が、細長い土地の表から順に、風が吹きつける北西側のみを塗り壁にした「半蔵造り」や、北西方向の窓を極端に少なくした防火・防寒対策が施された店舗や住宅を築き、接客のための中庭に続いて足袋工場を建設し、裏庭に足袋蔵を築いた。さらに火除けを願う屋敷稲荷が置かれ、表通りから列をなして並ぶこれらを繋ぐように表通りから裏通りまで片側に路地を通した構造になっているのは、行田の足袋屋に特有の配置である。蔵は豊かさの象徴として表通りに面して建造されていることが多いのに対し、行田の足袋蔵は裏通りに展開するところに、他地域の「蔵のまち」と趣を異にする。

## 保存と利活用

### NPO法人ぎょうだ足袋蔵ネットワーク
21世紀初頭、行田商工会議所では、衰退し始めた足袋蔵を保存、転用をするまちづくりを始め、これらまちづくり推進の運営組織を特定非営利活動法人（NPO法人）として設立した。埼玉県北部の地域の活性化を図り、その中核として行田市の歴史的遺産である足袋産業と足袋蔵等を活かしたまちの再生を図ったものである。取組は2000年（平成12年）度に、大学、行政、民間事業者と連携した「街並み再生プロポーザル事業」として、「行田まちづくりC21プロジェクト」から始まった。今後の行田市域のまちづくりについて、広く提案を募集したものである。そこで「風格ある街並み景観の保存と創出」「市内の足袋蔵等の歴史的建造物の保存と改修を大学等と連携して行い、その技術の習得と伝承を図る」「これらの活動をNPO法人として設立し、市民の社会貢献活動の場として提供する」の大きく3つの方向性が提示され、これを受けて2003年（平成15年）6月に行田市商工会議所内に「蔵再生にぎわい創出事業委員会」が発足。手始めに遊休化していた旧小川忠次郎商店の店蔵を借り受けて改修・修復し、活用することとなった。
2004年（平成16年）3月10日、蔵再生にぎわい創出事業委員会のソフト分科会の構成メンバーを中心とする10名により、「NPO法人ぎょうだ足袋蔵ネットワーク」が設立され、同年5月31日にNPOの認証を受けた。足袋蔵の所有者も参加する定例会を主催し、まちづくりの勉強会や今後の展望や悩みを共有することを通して、足袋蔵所有者のネットワークの構築に取り組んだ。行田市民や近郊住民が地元の特色を認識することをめざし、2005年（平成17年）以降「ぎょうだ蔵めぐりスタンプラリー」を開催し、蔵内部の公開などを行ったり、建築士による「蔵開きモデルプラン発表会」や、文化庁の委託事業として「足袋蔵保存活用コーディネーター養成講座」を開講したりした。2008年（平成20年）度以降は、行田市の委託により歴史的建造物の調査を実施。日本遺産認定や有形文化財指定、または登録有形文化財登録に至る様々な調査を継続的に実施している。

#### 足袋蔵の再生・活用事例

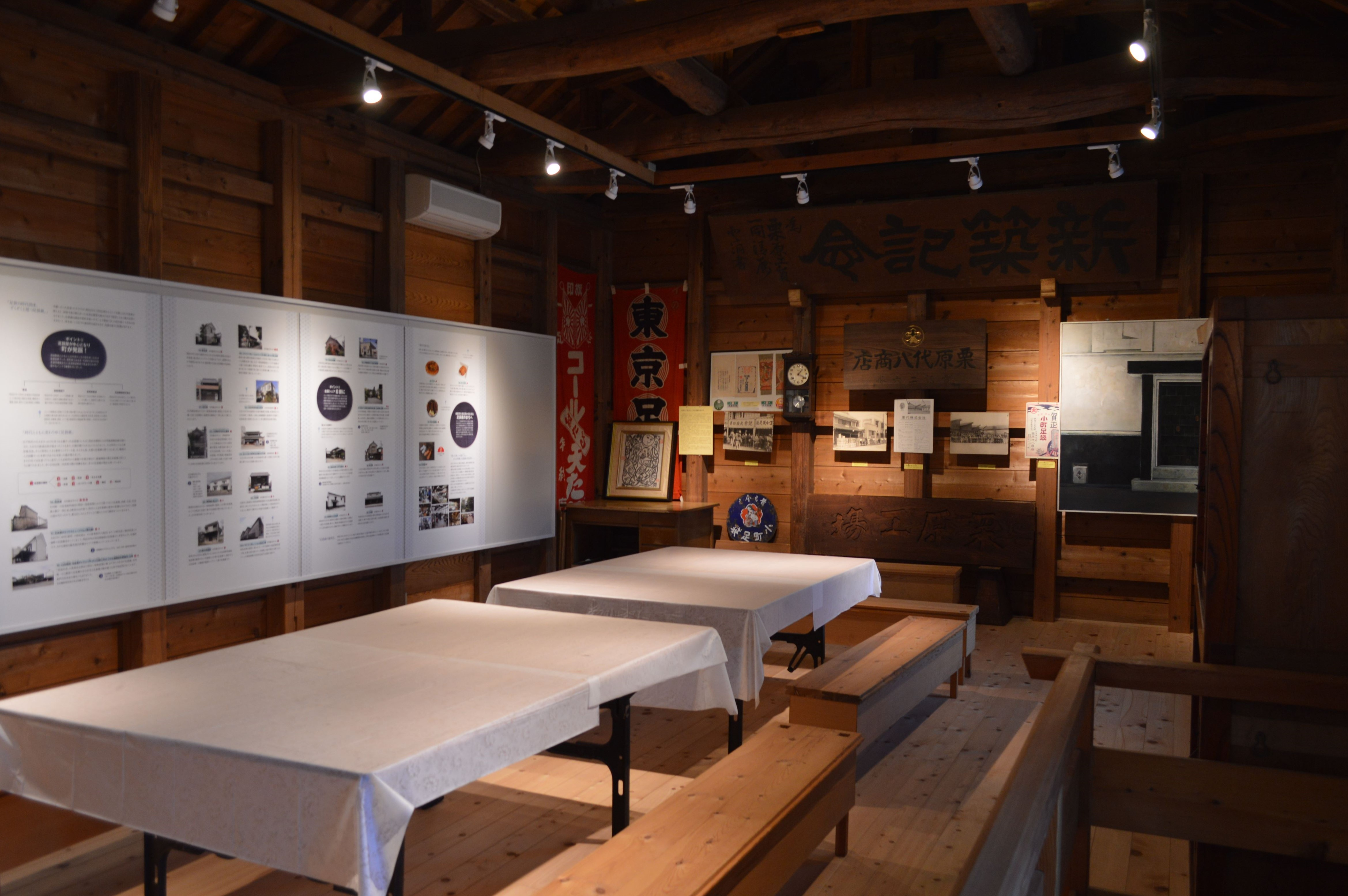
足袋蔵まちづくりミュージアム

最初に改修に着手した旧小川忠次郎商店は、行田の近代化遺産を市民が身近に感じられるようにと、2004年（平成16年）に忠次郎蔵手打ちそば店（小川忠次郎蔵）として開業。2009年に忠次郎そば店が独立してNPOを設立するまで、活動拠点として運営した。
2005年（平成17年）10月8日、同年5月まで足袋工場として稼働していた旧牧野本店の足袋工場と土蔵を借り受け、「足袋とくらしの博物館」を開館する。行田足袋の産業としての歴史や足袋作りの工程を紹介し、足袋職人による実演やワークショップを開催する。全盛期の中規模足袋商店の全容を窺える建物群でもある。
2009年（平成21年）2月14日、栗原代八蔵を借り受け、観光案内所「足袋蔵まちづくりミュージアム」を開設。2階では栗原代八蔵の歴史と行田市内のNPO法人の展示も行い、市民活動の拠点となるよう図った。
2010年（平成22年）、牧禎舎を借り受け「大人の寺子屋」として藍染体験教室を始める。旧工場部分の活用では、小物のデザインや製作を手掛けるアーティストらの発表・即売所としての活用を図っている。

### その他の足袋蔵の活用事例

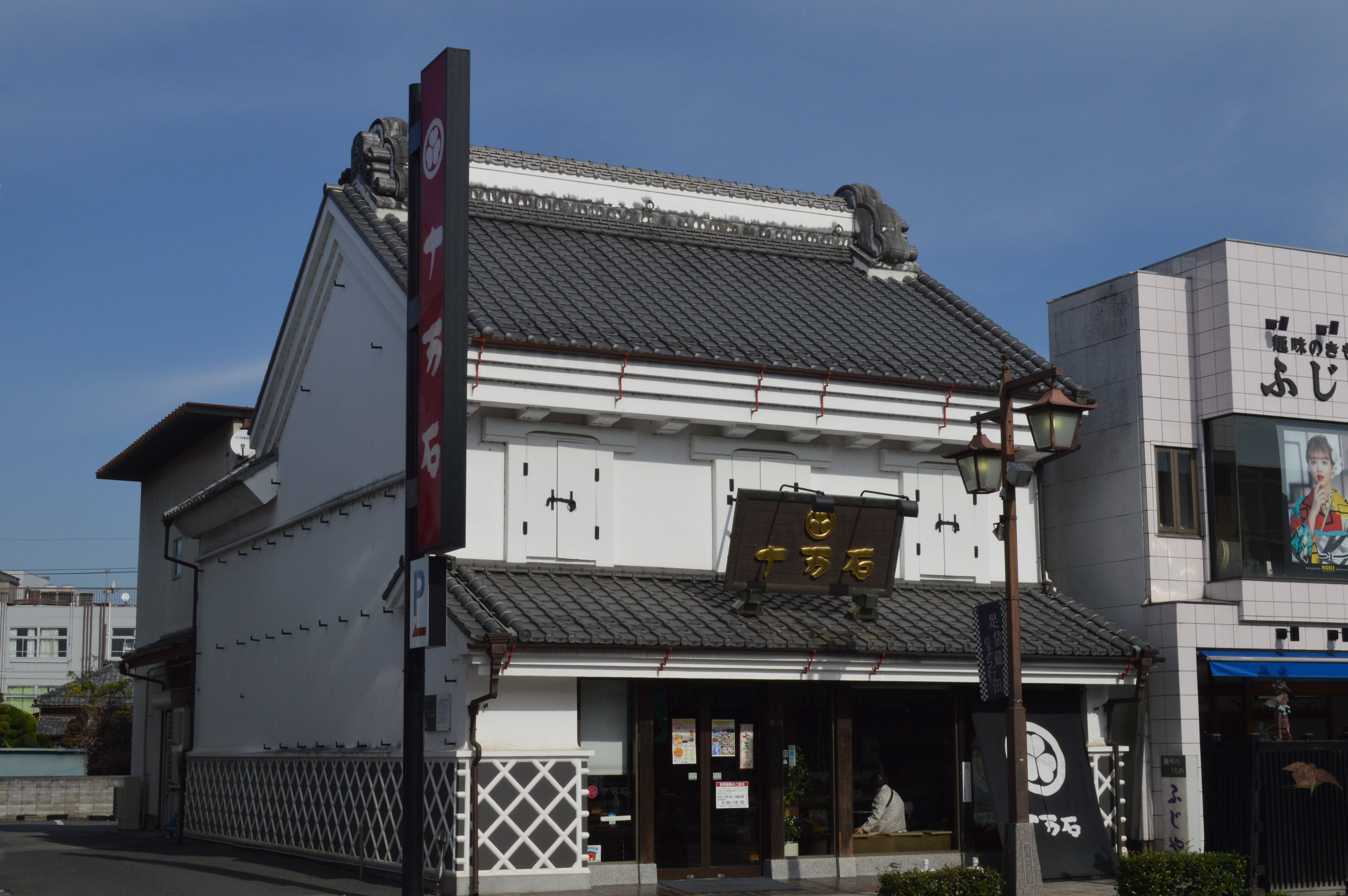
十万石ふくさや行田本店
1883年（明治16年）棟上の元山田呉服店の鬼瓦を棟に乗せ、軒飾りのある重厚で豪勢な店蔵を足袋蔵に転用した。2020年現在は埼玉県を代表する和菓子店の店舗となっている。1978年（昭和53年）の修理の際に倉敷美観地区の蔵を模して、行田の蔵には本来は見られなかったなまこ壁に改装しているが、行田の蔵には本来なまこ壁を用いることはない。間口7.9m、奥行12.7mあり、上から見るとT字形をしている。2階正面の入口は狭く、土戸が造られるなど、現存する他の店蔵とは異なり、行田市域では珍しい江戸様式の店蔵である。2011年（平成23年）の東日本大震災で被災したが復旧工事を行い、第二次世界大戦中に爆撃機の標的になるのを厭って黒く塗っていた壁を建築当時の白に戻したという。
「あんど」（奥貫蔵）
大正時代に建築されたとみられる大型の足袋蔵で、2020年現在、蕎麦店「あんど」として活用されている。
Cafe閑居・足袋蔵ギャラリー門・パン工房KURA・クチキ建築設計事務所・土蔵（「ほうらい足袋」、「栄冠足袋」の奥貫忠吉商店）

## 足袋蔵の評価

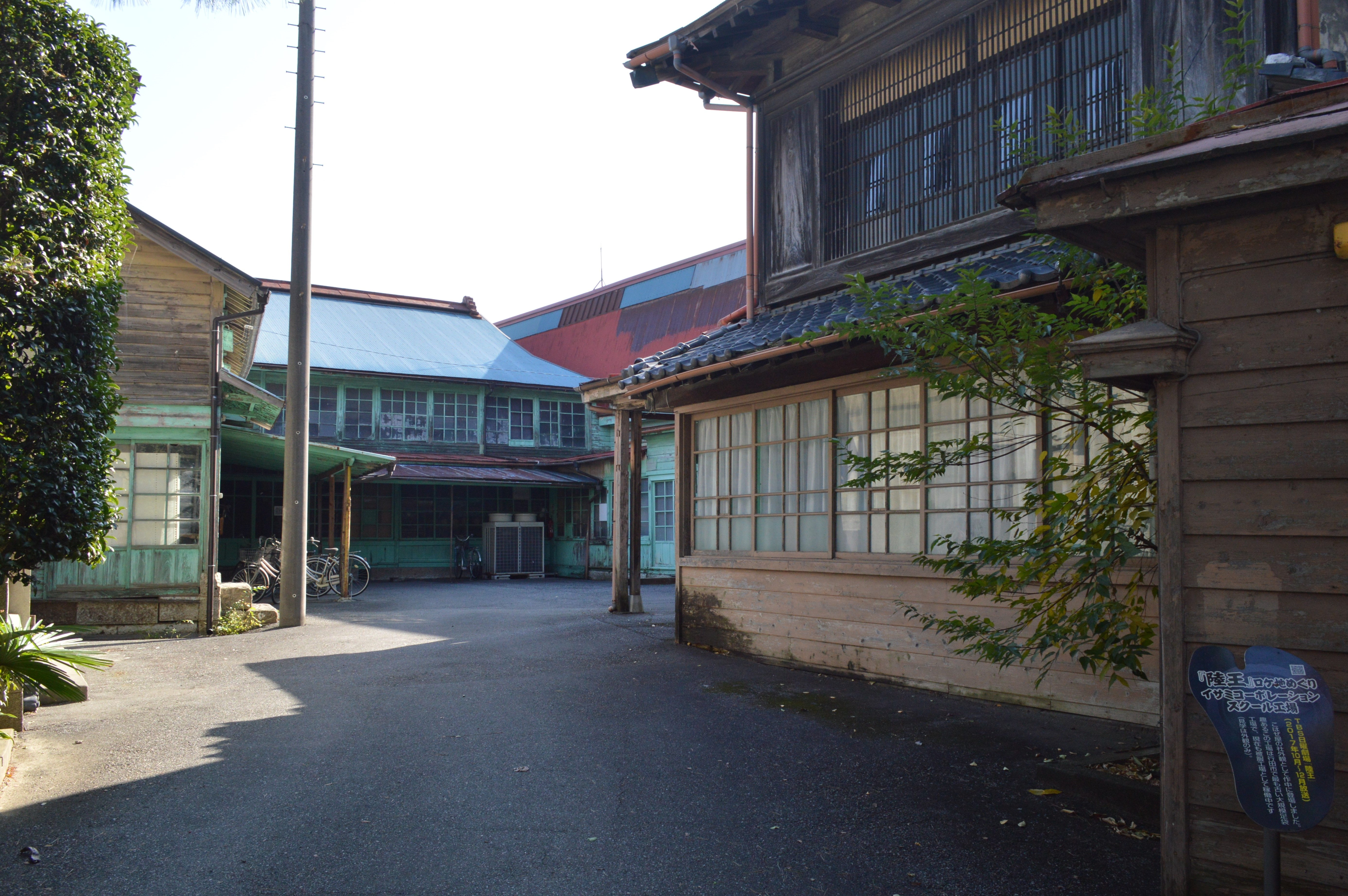
テレビドラマ『陸王』でロケ地となったイサミコーポレーションスクール工場

2006年（平成18年）から2016年（平成28年）までにNPO法人ぎょうだ足袋蔵ネットワークが実施した「蔵めぐりアンケート」を分析した戸田都生男によれば、足袋蔵の全体的な印象は回答の多い順に「美しい」「個性的」「静的」「地味」とされ、男性より女性の方が全体的に評価が高く、蔵めぐりを「楽しい」「親しみやすい」「心地よい」という印象を抱く傾向がみられた。その理由として、「足袋を女性が作っていた」「和装文化に女性の方が関心が高い」等が挙げられており、足袋蔵のみならずその文化的背景が女性の印象評価に影響したと考えられている。
足袋蔵そのものの印象については、木造蔵、石蔵、土蔵、モルタル蔵、煉瓦蔵、コンクリート蔵の6種それぞれについて、雰囲気や居心地や時代的印象や開放的かといった10項目で調査分析された。その結果、「木」が印象に残ったとする回答が約3割ともっとも多く、「石」「漆喰」「煉瓦」がそれに続いた。行田市の足袋蔵に木造蔵は数少ないが、外観の一部に木材仕上げのものがあること、外観のみ見学できる足袋蔵が多いことの影響もあると思われるものの、木造蔵の印象には「温かい」「居心地が良い」といった肯定的な回答が多くあり、「雰囲気が暗い」「要塞みたい」といった否定的な回答が多かったコンクリート蔵とはあらゆる項目で差がみられた。
2017年（平成29年）8月から12月にかけて、行田市をロケ地として撮影されたテレビドラマ『陸王』の放映前後に分けて行われたアンケート調査では、ドラマをきっかけに足袋蔵を徒歩で巡る観光客が増加し、男性や中年世代に増加傾向がみられた。来訪目的からは、40代においては「足袋蔵の街」に懐古的な印象を抱いた傾向が多く、60代の特に男性からは足袋蔵の多様性に注目する傾向がみられた。

## 主な足袋蔵
1. 足袋とくらしの博物館（牧野本店店蔵・主屋・足袋工場・土蔵）
  - 行田1-2。店蔵と主屋は1924年（大正13年）棟上、土蔵は1899年（明治32年）棟上の蔵と建築年代不明のものの2棟が現存し、足袋工場は1922年（大正11年）の棟上。[31]
2. 足袋蔵まちづくりミュージアム（栗代蔵）
  - 行田5-15。1906年（明治39年）建築。[39]
3. 時田蔵（ときたぐら）
  - 忍1-5-25。1903年（明治36年）建築と大正初期建築の2棟の土蔵。[39]
4. 保泉蔵（ほずみぐら）
  - 行田5-8。1916年（大正5年）建築の土蔵、1932年（昭和7年）棟上の石蔵、昭和戦前期建築のモルタル蔵。[39]
5. 草生蔵（くさおぐら）
  - 天満7-26。1910年（明治43年）建築の石蔵。[40]
6. 田代蔵（たしろぐら）
  - 行田6-9。1927年（昭和2年）建築の土蔵。[41]
7. 大澤蔵（おおさわぐら、登録有形文化財）
  - 行田9-5。1926年（大正15年）建築の煉瓦蔵。煉瓦造の足袋蔵は行田市唯一。[42]
8. 奥貫蔵（おくぬきぐら）
  - 天満3-35。大正時代建築とされる土蔵。[43]
9. 牧野本店店蔵・主屋・土蔵 （まきのほんてんみせぐら・しゅや・どぞう）
  - 行田1-2。戦前の中規模足袋商店の様相を伝える建物群。[31]
10. 孝子蔵（こうしぐら）
  - 行田6-9。1951年（昭和26年）棟上の石蔵。[44]
11. 今津蔵（いまづぐら）
  - 行田12-22。明治時代建築とされる土蔵。[42]
12. 栗原家モルタル蔵（くりはらけモルタルぐら）
  - 天満4-12。1953年（昭和28年）移築のモルタル蔵。[44]
13. 小沼蔵（こぬまぐら）
  - 向町4-15。1954年（昭和29年）頃建築の石蔵。[44]
14. 足袋蔵ギャラリー門・クチキ建築設計事務所・パン工房KURA
  - 行田7-3。パン工房KURAは1910年（明治43年）建築。足袋蔵ギャラリー門とクチキ建築設計事務所は1916年（大正5年）建築。[40]
15. 楽屋足袋蔵（がくやたびぐら）
  - 宮本5-18。昭和20年代後半建築とされる石蔵。[43]
16. 時田足袋蔵（ときたたびぐら）
  - 忍一丁目3-29。1929年（昭和4年）棟上の土蔵。[45]
17. 忠次郎蔵（ちゅうじろうぐら、登録有形文化財）
  - 忍1-4-6。1925年（大正14年）棟上の土蔵。[46]
18. 十万石ふくさや行田本店（じゅうまんごくふくさやぎょうだほんてん、登録有形文化財）
  - 行田20-15。1883年（明治16年）棟上。[39]

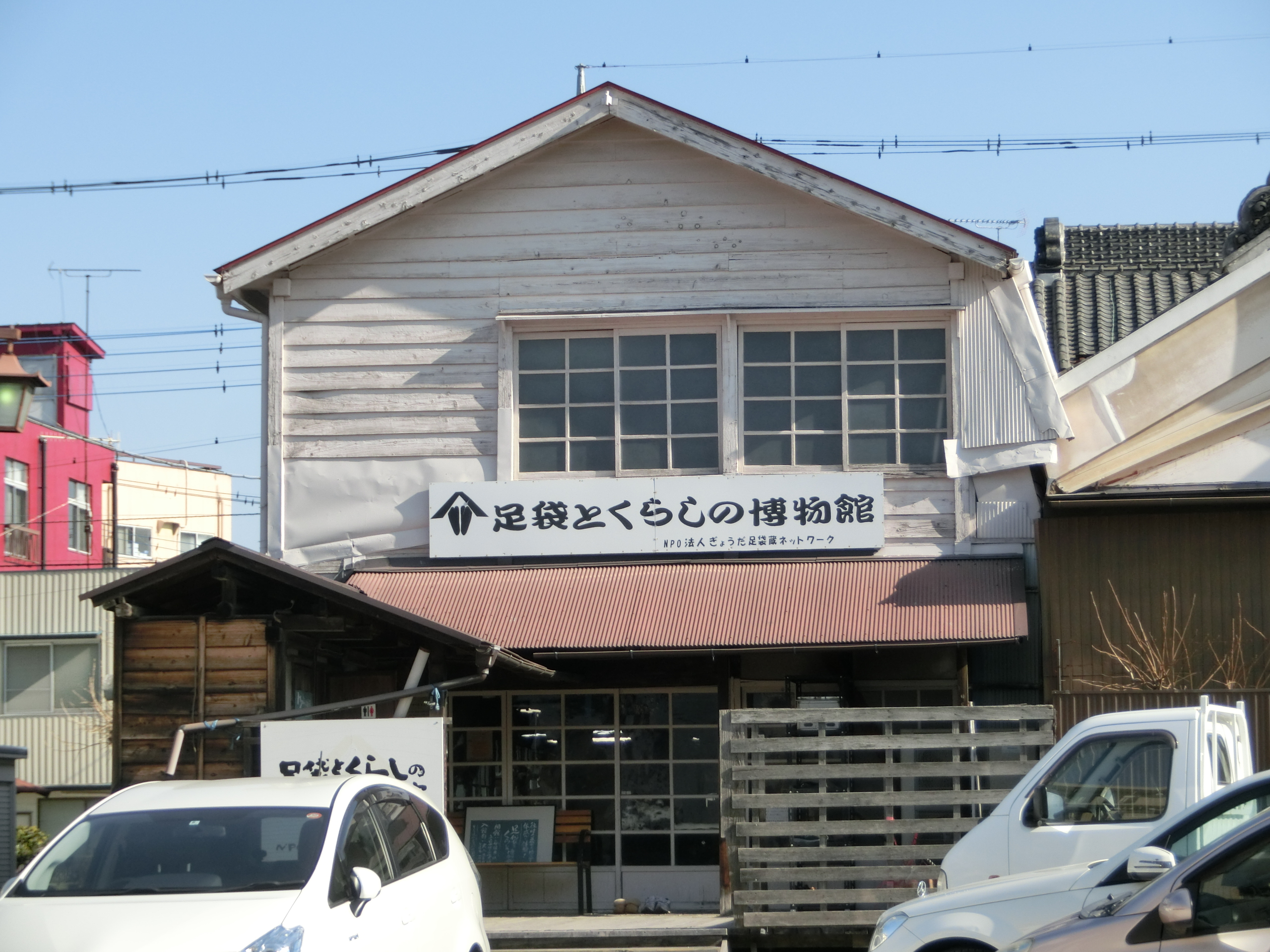
足袋とくらしの博物館
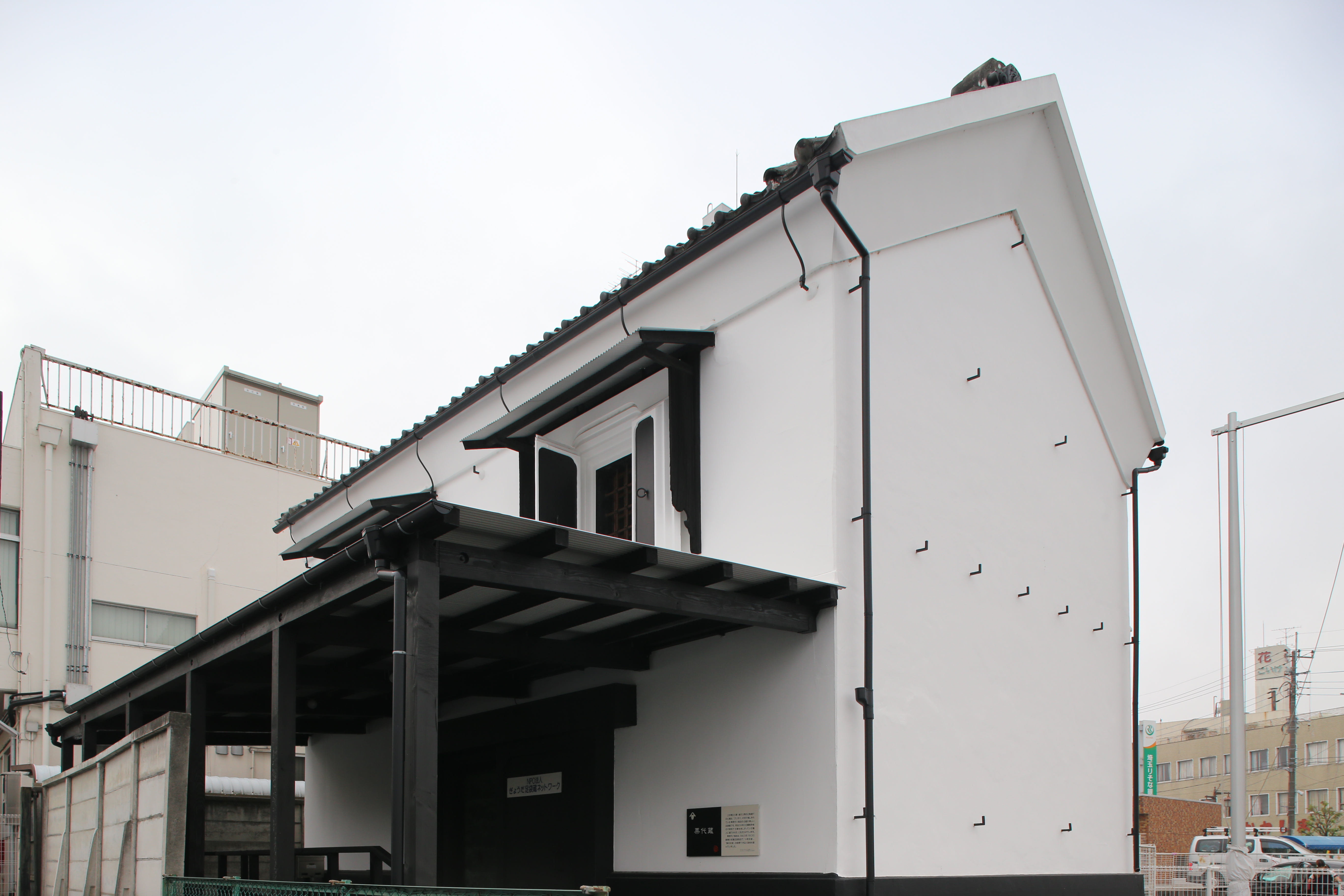
足袋蔵まちづくりミュージアム（栗代蔵）
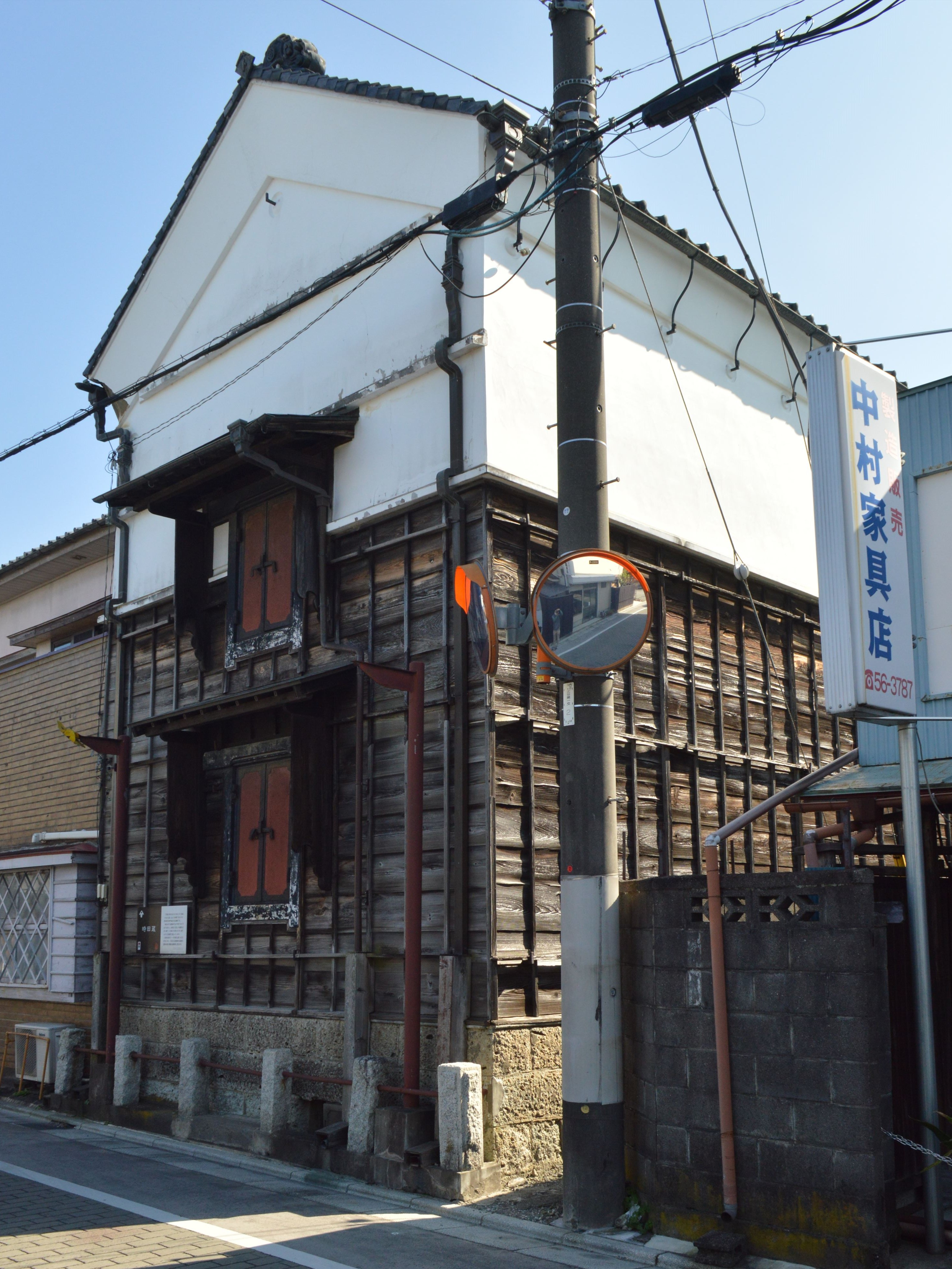
時田蔵
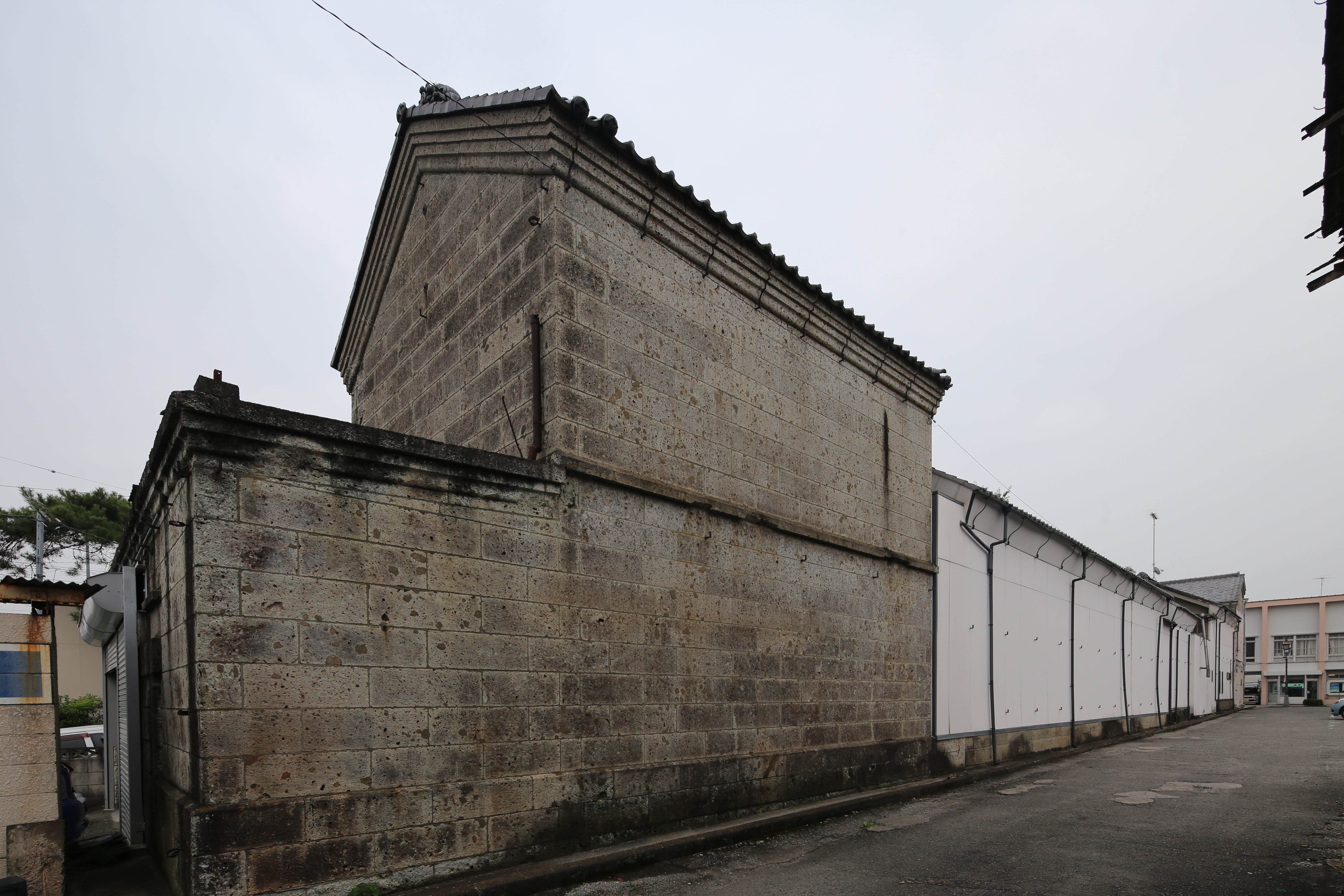
保泉蔵
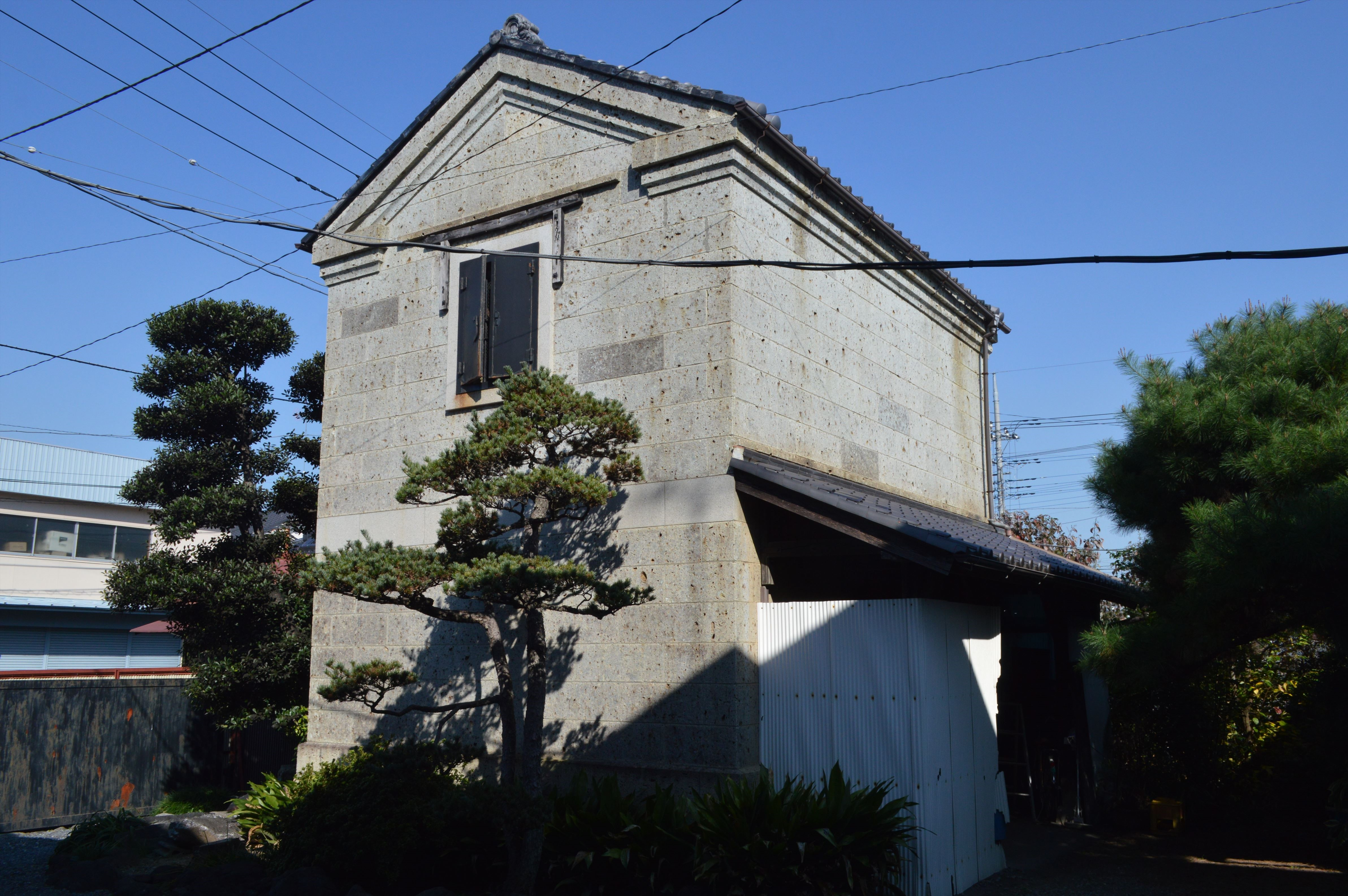
草生蔵
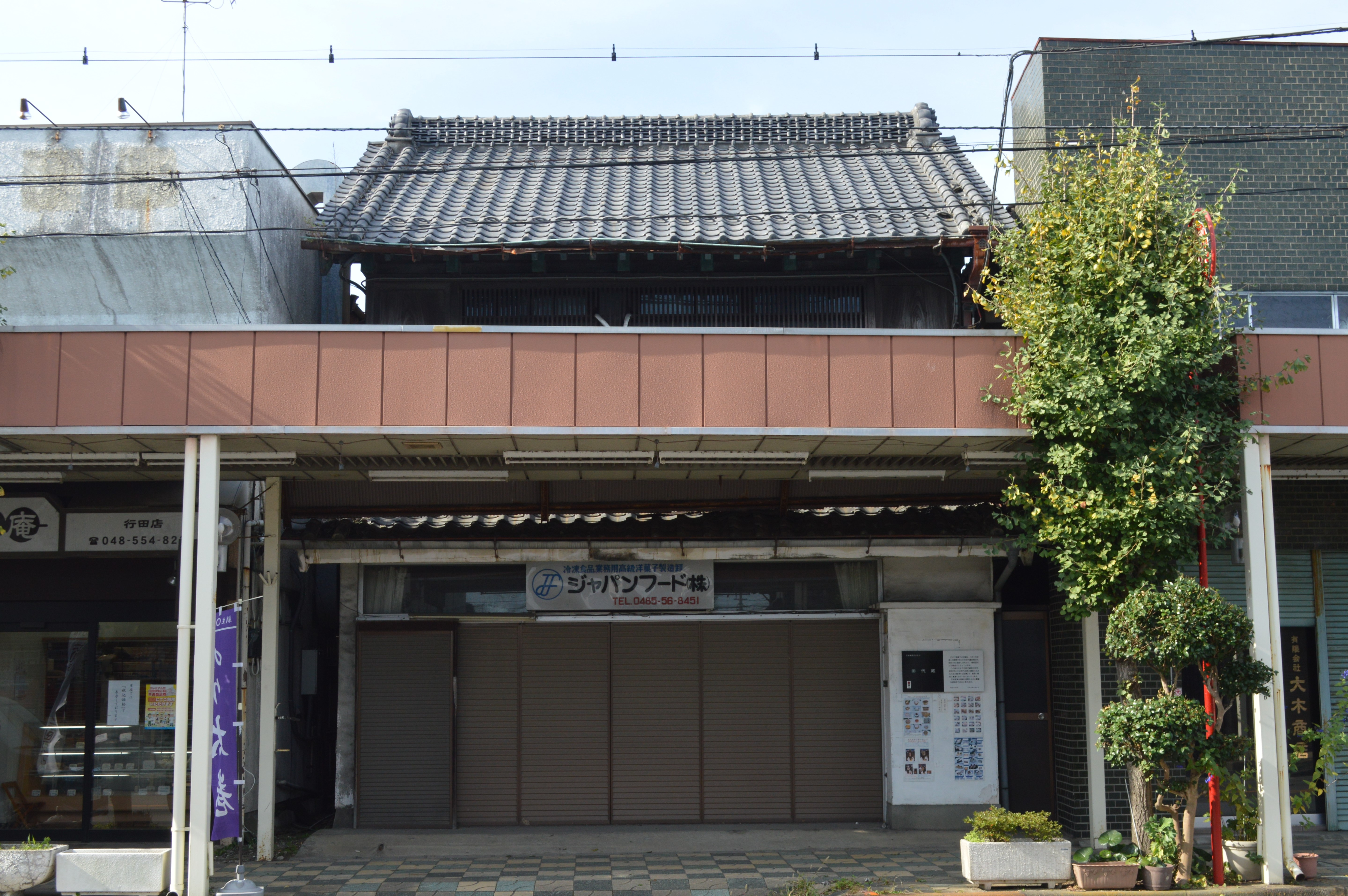
田代蔵
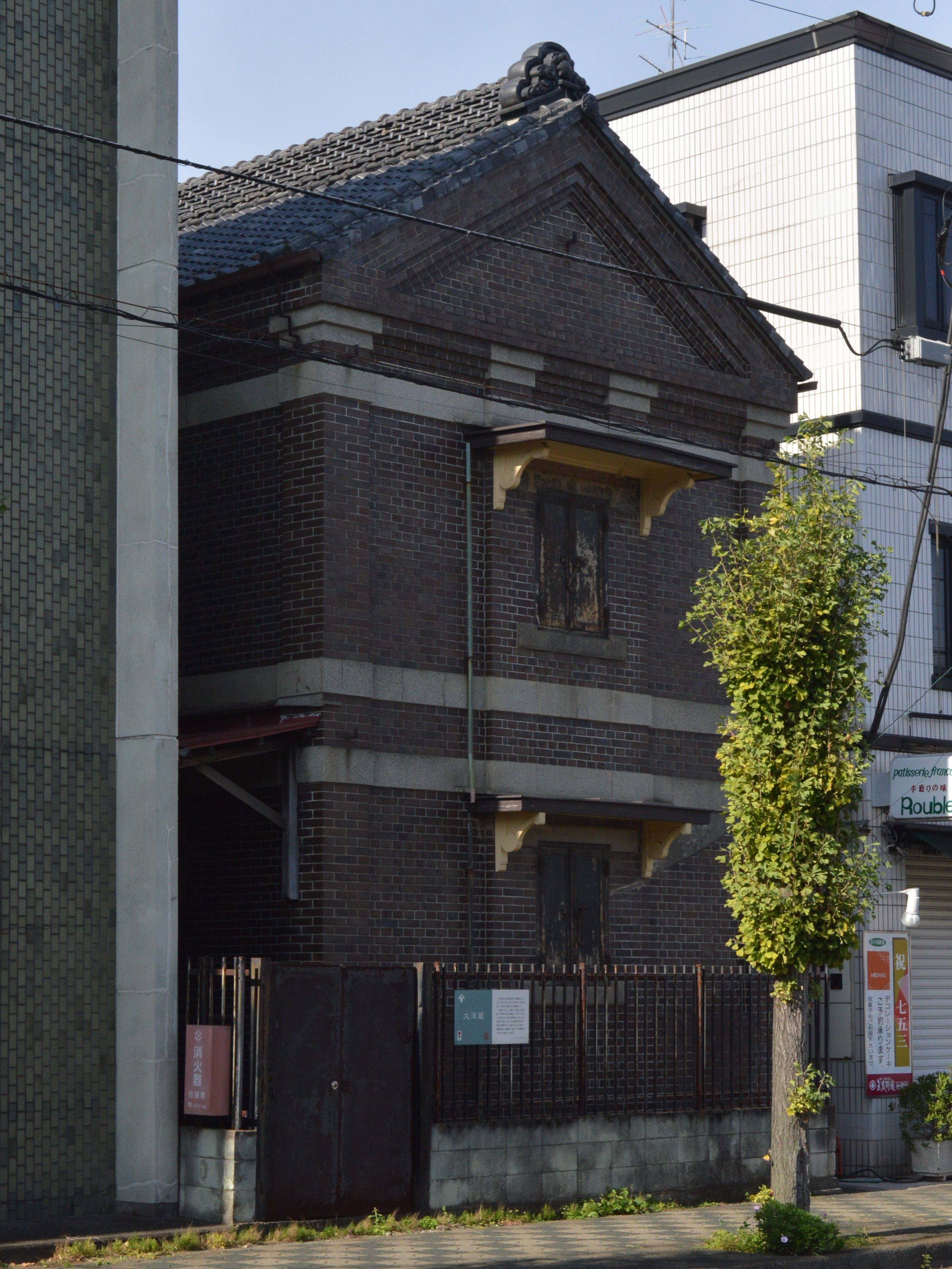
大澤蔵（登録有形文化財）
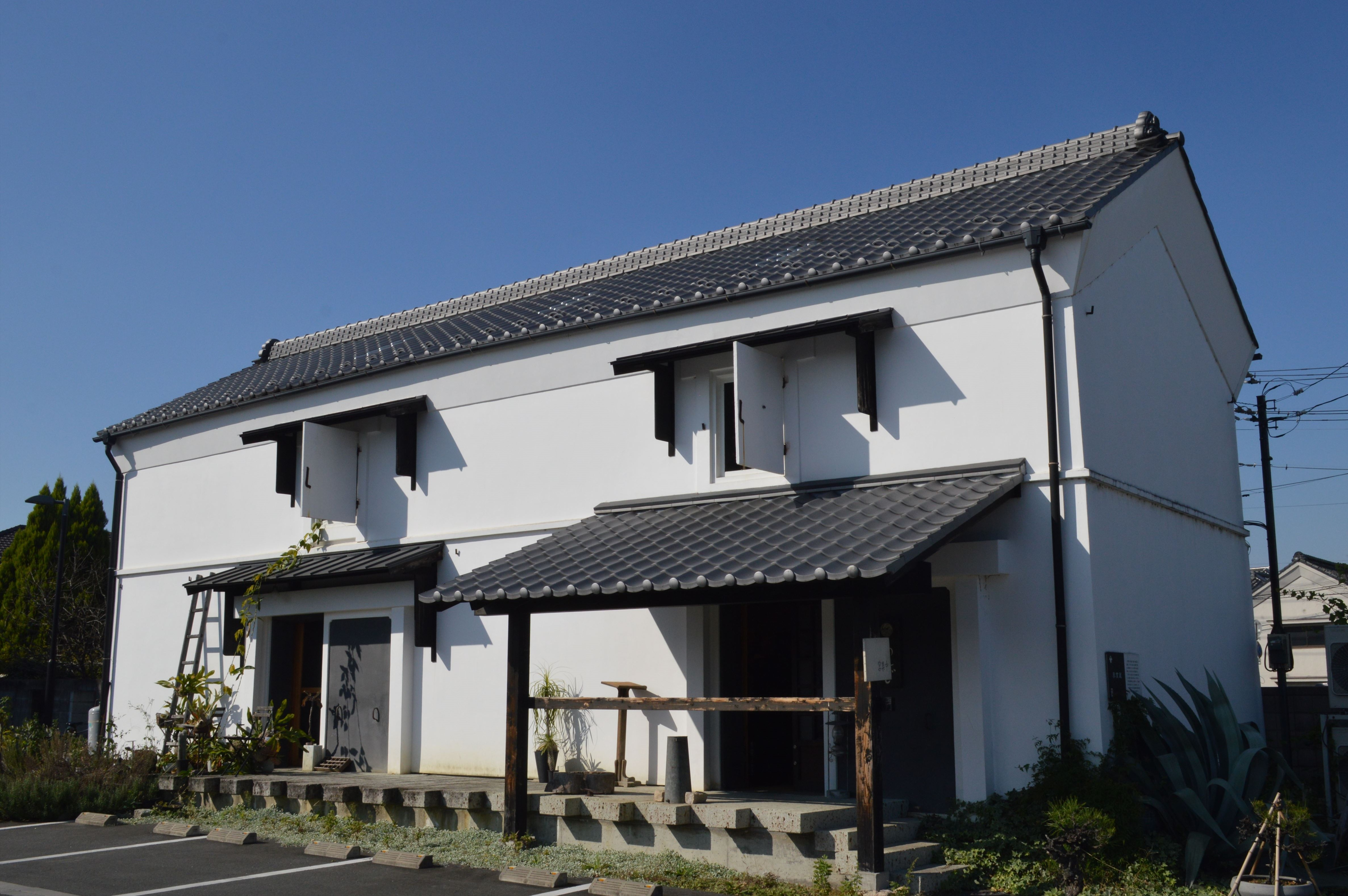
奥貫蔵
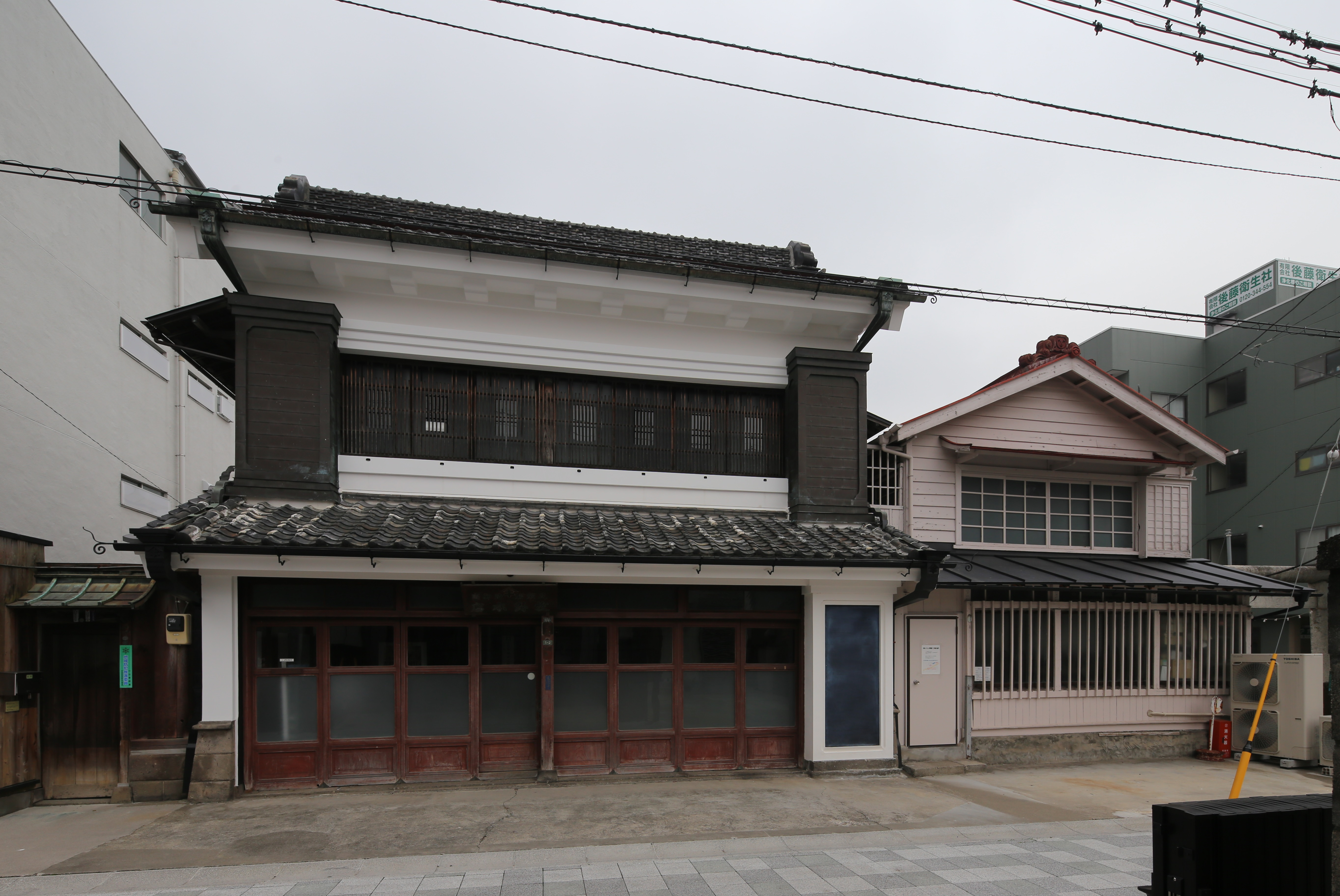
牧野本店店蔵・主屋・土蔵
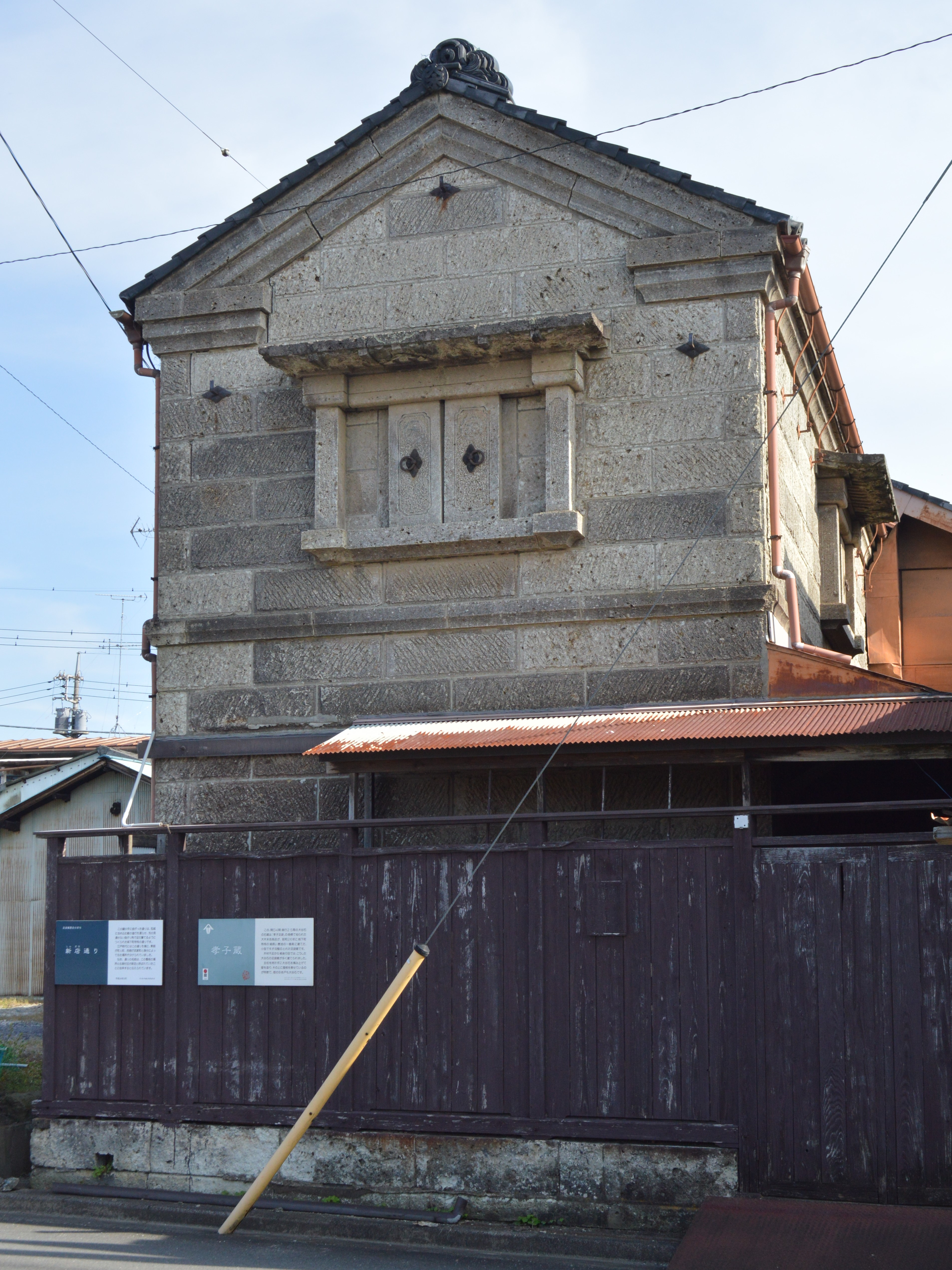
孝子蔵
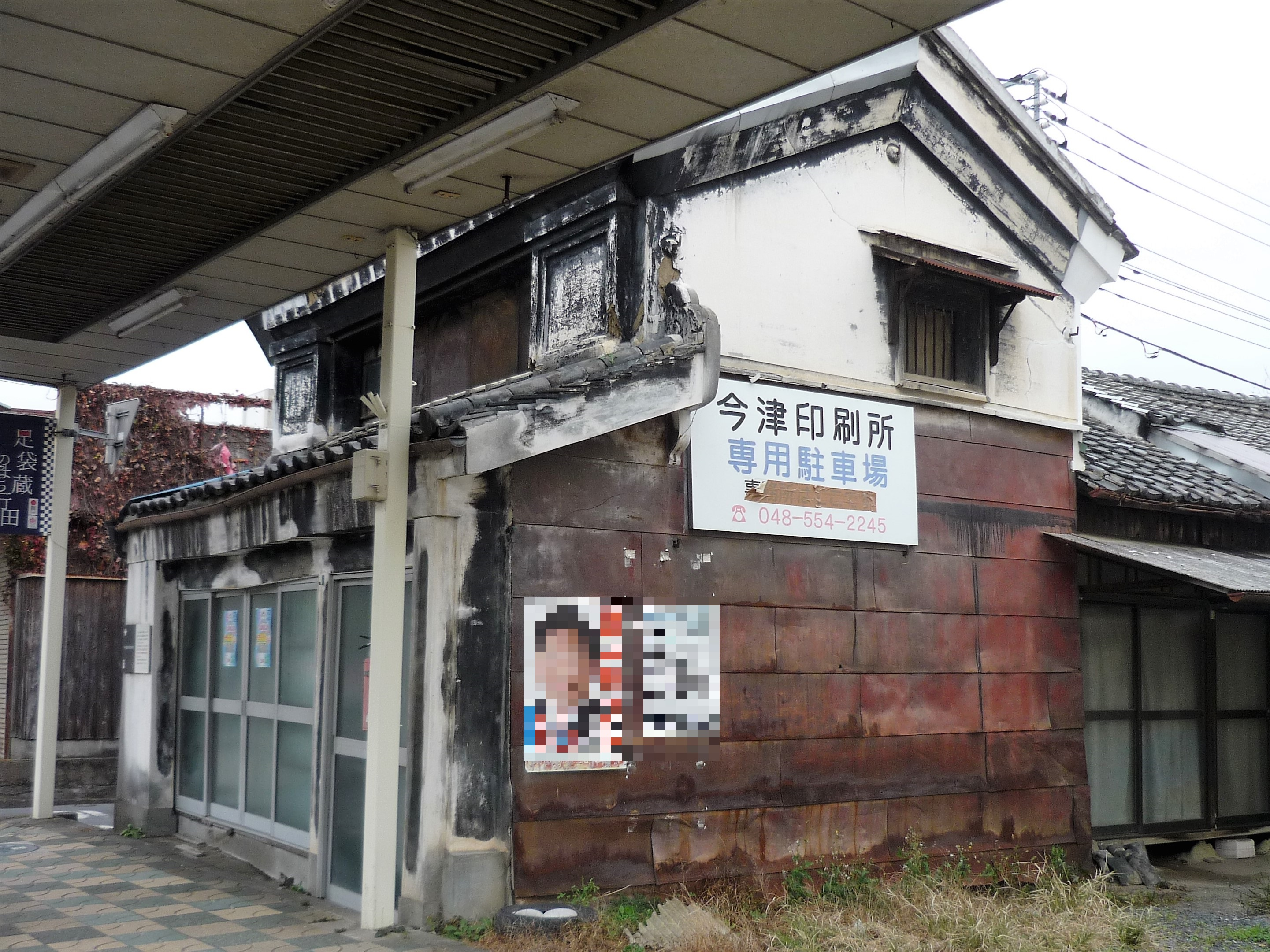
今津蔵
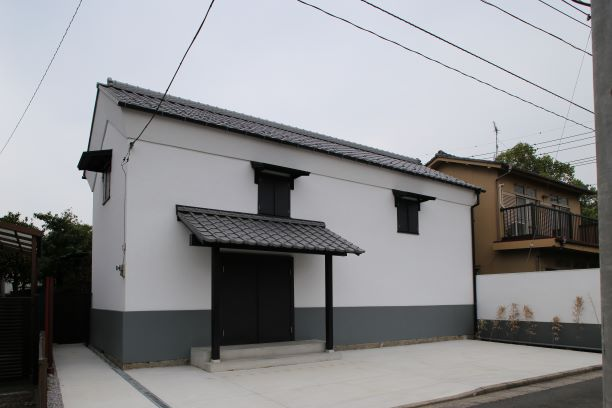
栗原家モルタル蔵
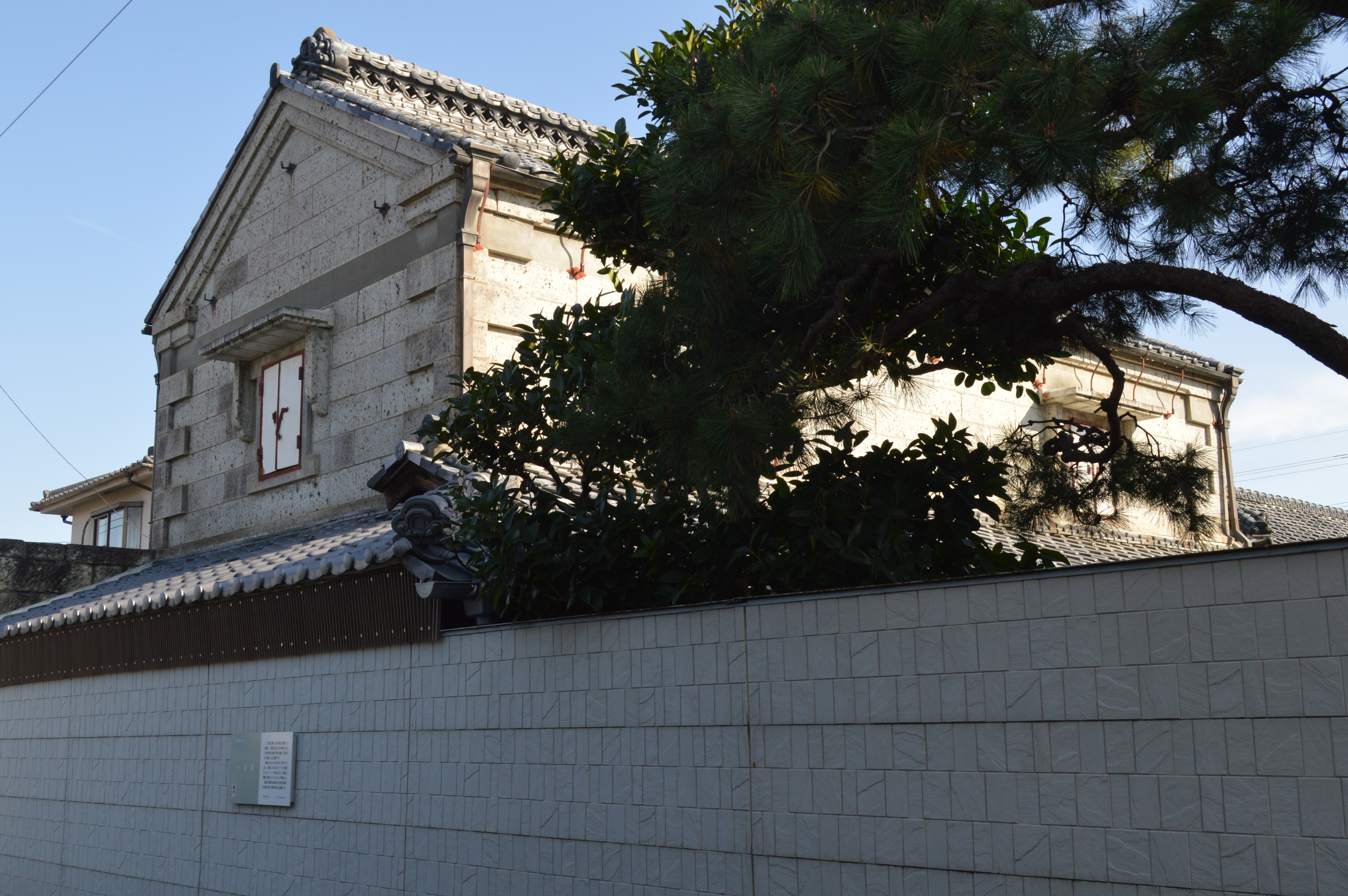
小沼蔵
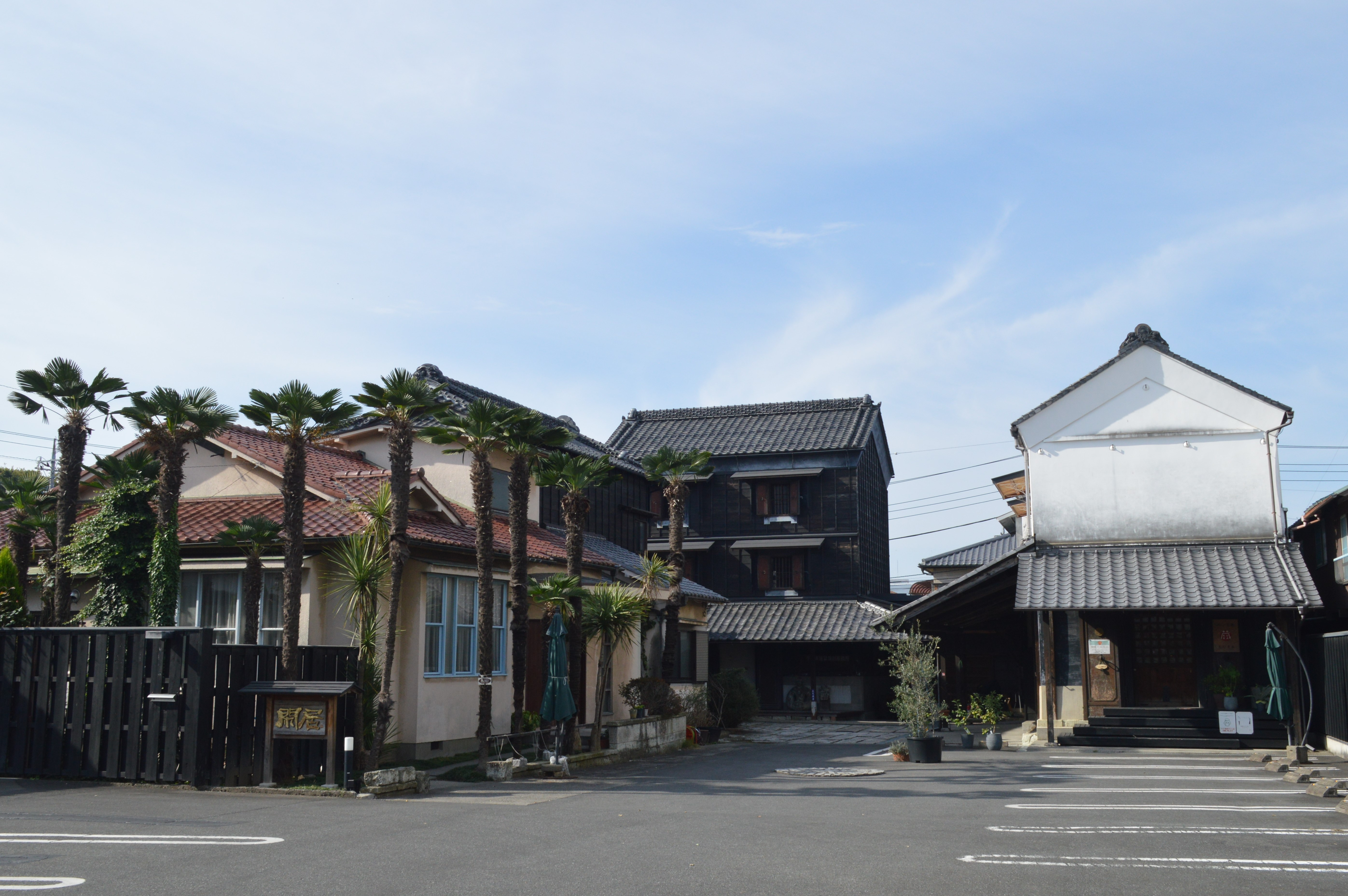
足袋蔵ギャラリー門・クチキ建築設計事務所・パン工房KURA
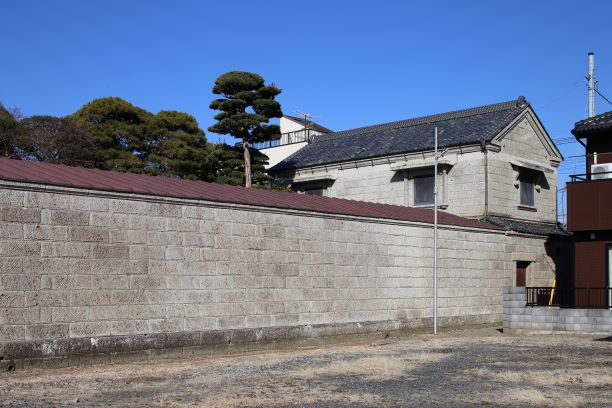
楽屋足袋蔵
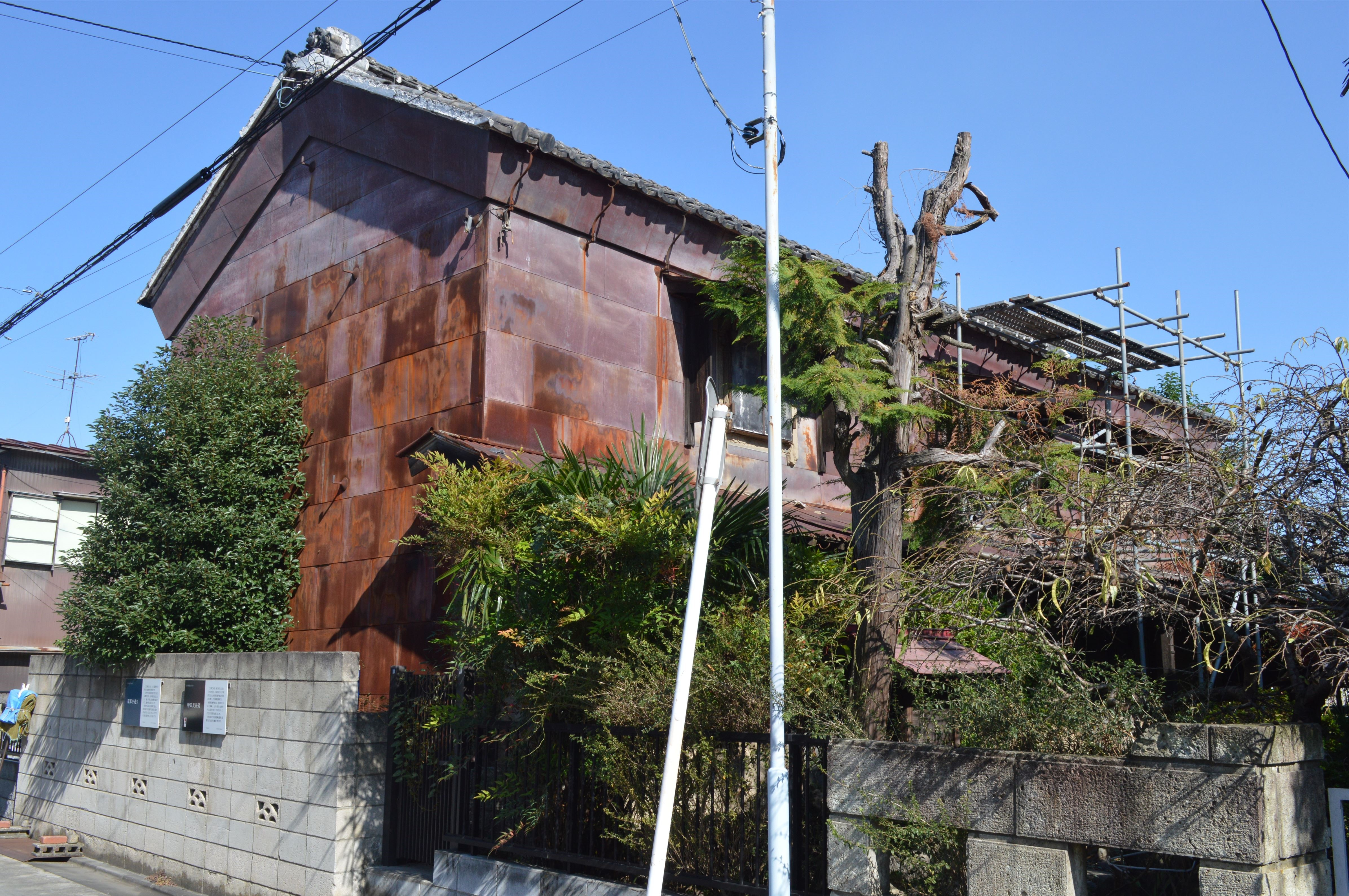
時田足袋蔵
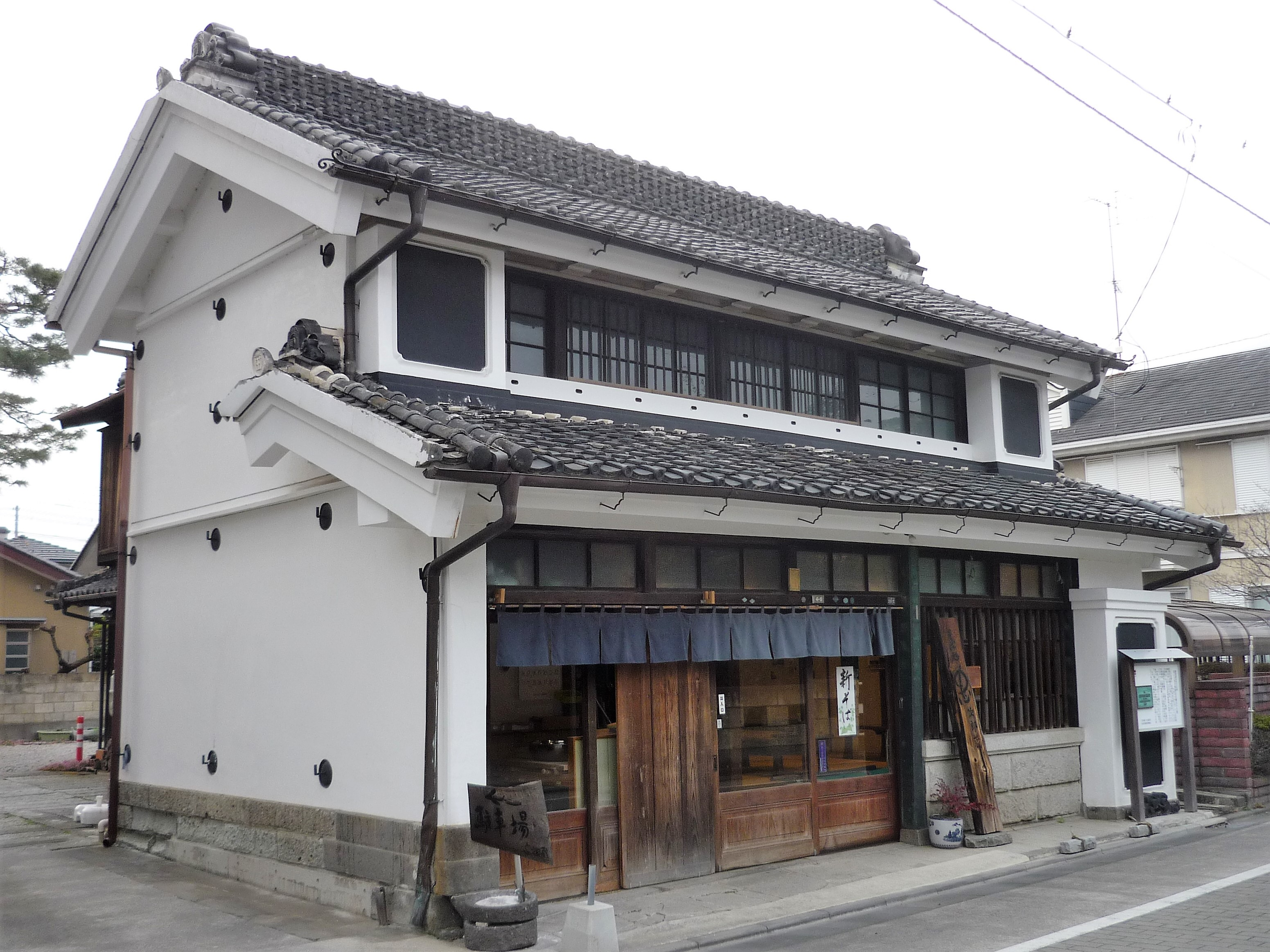
忠次郎蔵（登録有形文化財）
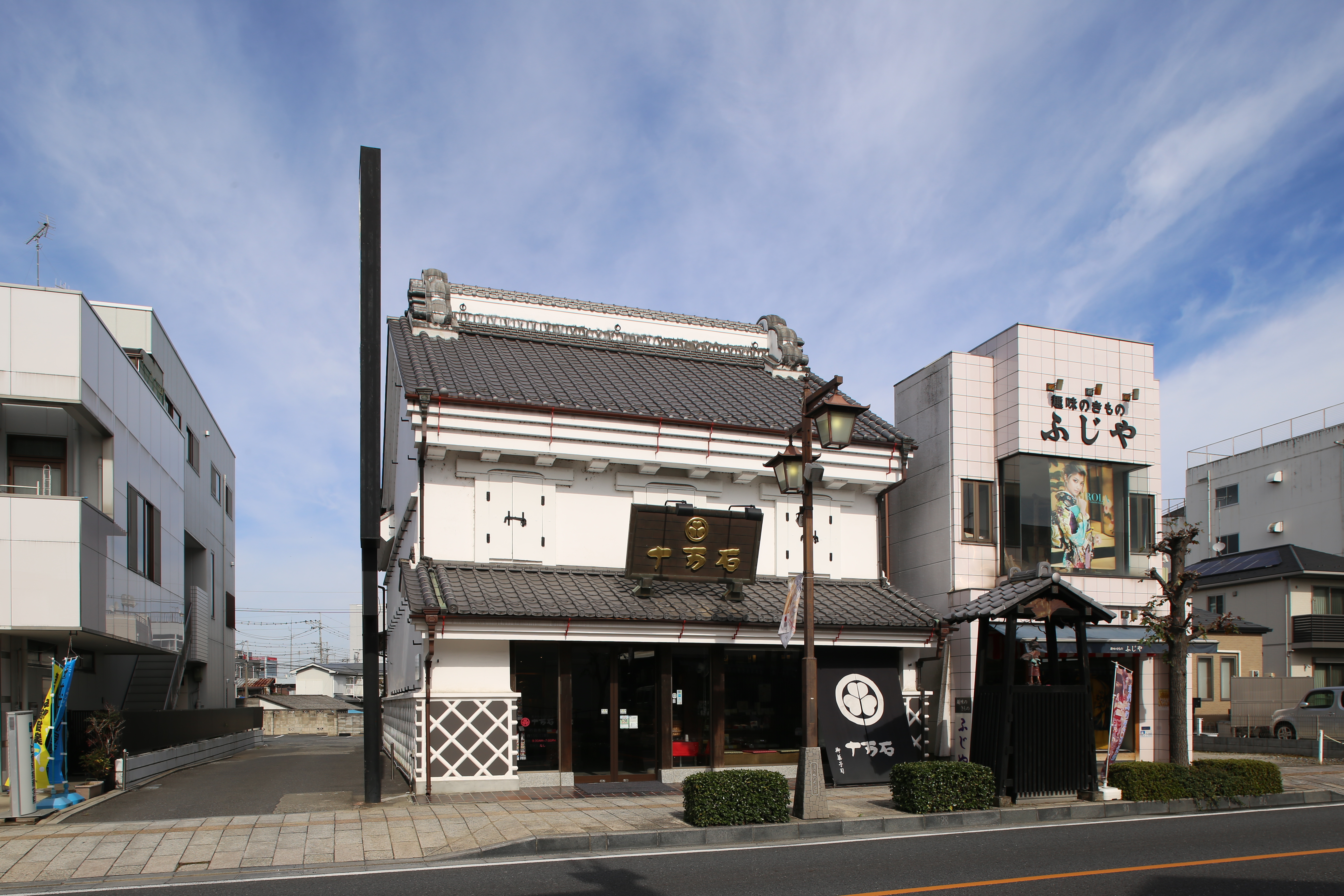
十万石ふくさや行田本店（登録有形文化財）

## アクセス
【アクセス情報は2021年1月時点】

### 自動車
- 東北自動車道
  - 羽生インターチェンジから国道125号行田バイパス約15km。約30分。
  - 加須インターチェンジから加須市内、埼玉県道128号熊谷羽生線（旧国道125号）約17km。約35分。
- 関越自動車道
  - 花園インターチェンジから国道140号経由で約22キロメートル。約40分。
  - 東松山インターチェンジから埼玉県道66号行田東松山線経由で約16km。約35分。
- 首都圏中央連絡自動車道
  - 桶川北本インターチェンジから国道17号経由で約20km。約40分[47]。

### 電車
- JR高崎線行田駅
  - 東京駅から高崎線・上野東京ラインで行田駅まで約1時間4分。
- JR行田駅から
  - 市内循環バス西循環（右回り）で約20分。市役所前下車。【左回り約10分。行田市バスターミナル下車。】
  - 市内循環観光コース（右回り）で約13分。市役所前下車。【左回り約35分。】
- 熊谷駅から秩父鉄道羽生駅行きで行田市駅まで約9分[47]。